# Lars Adaktusson
Lars Göran Peter Adaktusson est un homme politique suédois né le 6 août 1955 à Jönköping, membre des Chrétiens-démocrates (KD).

## Biographie
Lars Adaktusson est élu député européen en 2014. Il quitte le Parlement européen en septembre 2018, à la suite de son élection au Riksdag.